# Melissa Bean
Melissa Luburich, coniugata Bean (Chicago, 22 gennaio 1962), è una politica statunitense, ex-rappresentante dello stato dell'Illinois alla Camera dei Rappresentanti.
Durante la sua permanenza al Congresso, la Bean faceva parte della Blue Dog Coalition ed era Vicepresidente della New Democrat Coalition. Politicamente è favorevole all'aborto ed ha manifestato posizioni contrarie alla guerra in Iraq.